# Sistan i Beludžistan
Sistan i Beludžistan (perz. سیستان و بلوچستان; Sīstān va Bæludžistān, punim imenom استان سیستان و بلوچستان; Ostān-e Sīstān va Bæludžistān) je jedna od 31 iranske pokrajine. Smještena je na jugoistoku zemlje, a omeđena je Južnim Horasanom na sjeveru, Kermanskom pokrajinom i Hormuzganom na zapadu, Omanskim zaljevom na jugu, te Pakistanom i Afganistanom na istoku. Sistan i Beludžistan ima površinu od 181.785 km², a prema popisu stanovništva iz 2006. godine u pokrajini je živjelo 2,290.076 stanovnika. Sjedište pokrajine je grad Zahedan.

## Okruzi
- Čabaharski okrug
- Dalganski okrug
- Haški okrug
- Hirmandski okrug
- Iranšaherski okrug
- Konarački okrug
- Mehrestanski okrug
- Mirdžavski okrug
- Nikšaherski okrug
- Saravanski okrug
- Sarbaški okrug
- Sipsko-suranski okrug
- Zabolski okrug
- Zahedanski okrug
- Zehački okrug

## Vanjske poveznice
- (perz.) Službene stranice Sistana i Beludžistana  Arhivirana inačica izvorne stranice od 2. svibnja 2021. (Wayback Machine)

Ostali projekti
|  | Zajednički poslužitelj ima još gradiva o temi Sistan i Beludžistan |